# تقلب در اوراق بهادار
کلاهبرداری اوراق بهادار که با عنوان تقلب در سهام و کلاهبرداری سرمایه‌گذاری نیز شناخته می‌شود، کاری فریبنده در بازارهای سهام یا کالا است که سرمایه‌گذاران را وادار به تصمیم‌گیری درباره‌ی خرید یا فروش بر پایه اطلاعات نادرست می‌کند که بیشتر منجر به زیان می‌شود و برخلاف قوانین اوراق بهادار است.   
همچنین کلاهبرداری در اوراق بهادار می‌تواند دربرگیرنده سرقت آشکار از سرمایه‌گذاران (اختلاس توسط کارگزاران سهام)، دستکاری سهام ، دستکاری در گزارش‌ های مالی شرکت سهامی عام و دروغگویی به حسابرسان شرکت‌ها باشد. این اصطلاح دامنه ی گسترده ای از اقدامات دیگر را نیز در بر می گیرد که می توان به معاملات خودی ، پیش فروش و دیگر اقدامات غیرقانونی در طبقه معاملات بورس یا بورس کالا اشاره کرد.   

## موضوعات مرتبط
- رسوایی های حسابداری
- سوء استفاده شرکتی
- حباب دات کام
- انرون
- FBI
- بحران مالی 2007-2010
- جریان های مالی غیرقانونی
- تجارت داخلی
- رسوایی سرمایه گذاری مدوف
- برنی مدوف
- مارتین شکرلی
- تقلب در سهام Microcap
- عملیات شکسته اعتماد
- سهام پنی
- قانون اصلاح دعوی حقوقی اوراق بهادار خصوصی
- طرح هرمی
- قانون ساربنز-آکسلی
- اقدام کلاس اوراق بهادار
- قانون بازدارندگی از تقلب در اوراق بهادار و استرداد سرمایه‌گذار ، ایالات متحده (2003-2004)
- فروش دور
- مکان های تجاری
- کمیسیون بورس و اوراق بهادار ایالات متحده
- جنایت یقه سفید
- ورلدکام